# St. Peter und Paul (Koblenz)

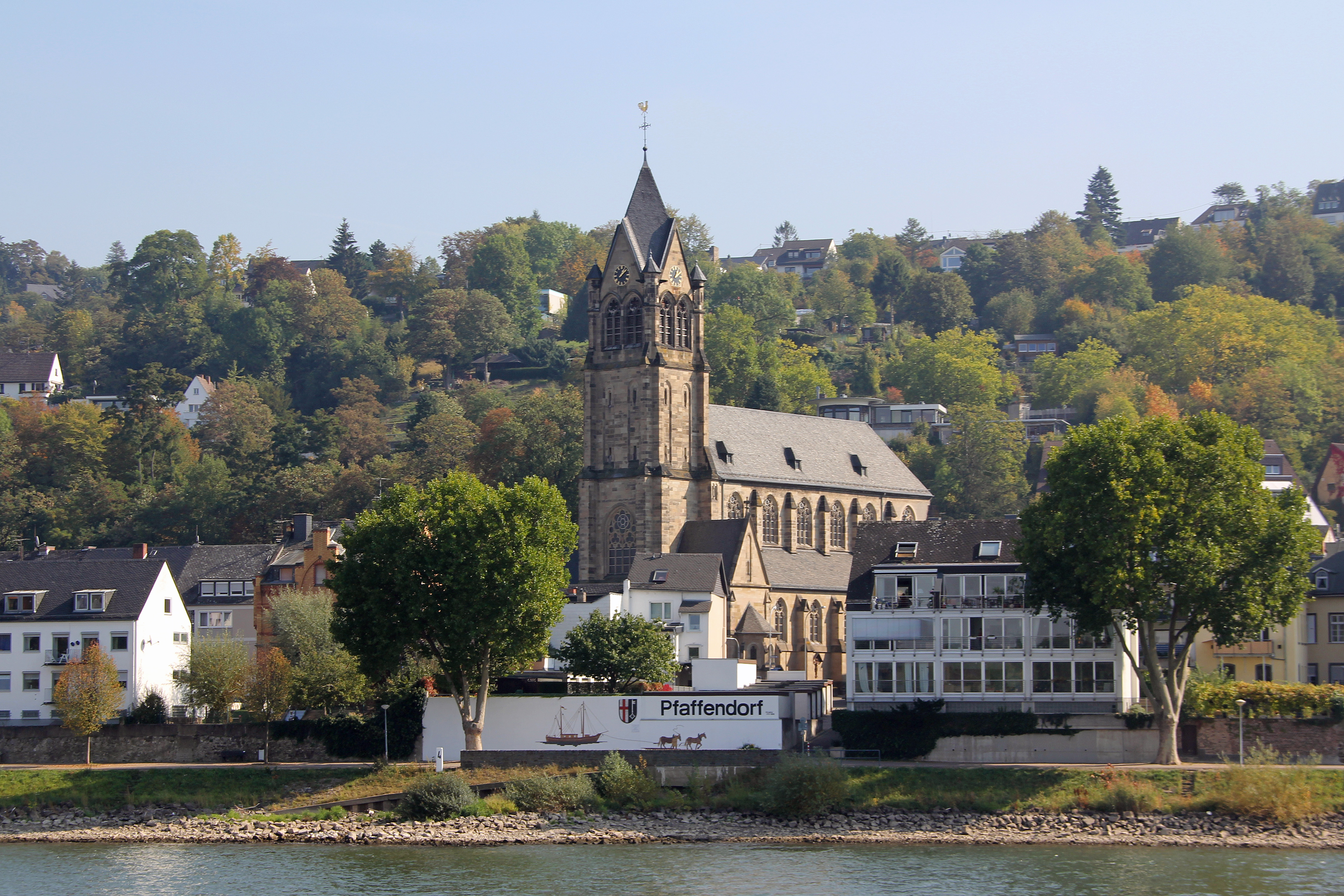
Blick auf die Pfarrkirche St. Peter und Paul vom Rhein

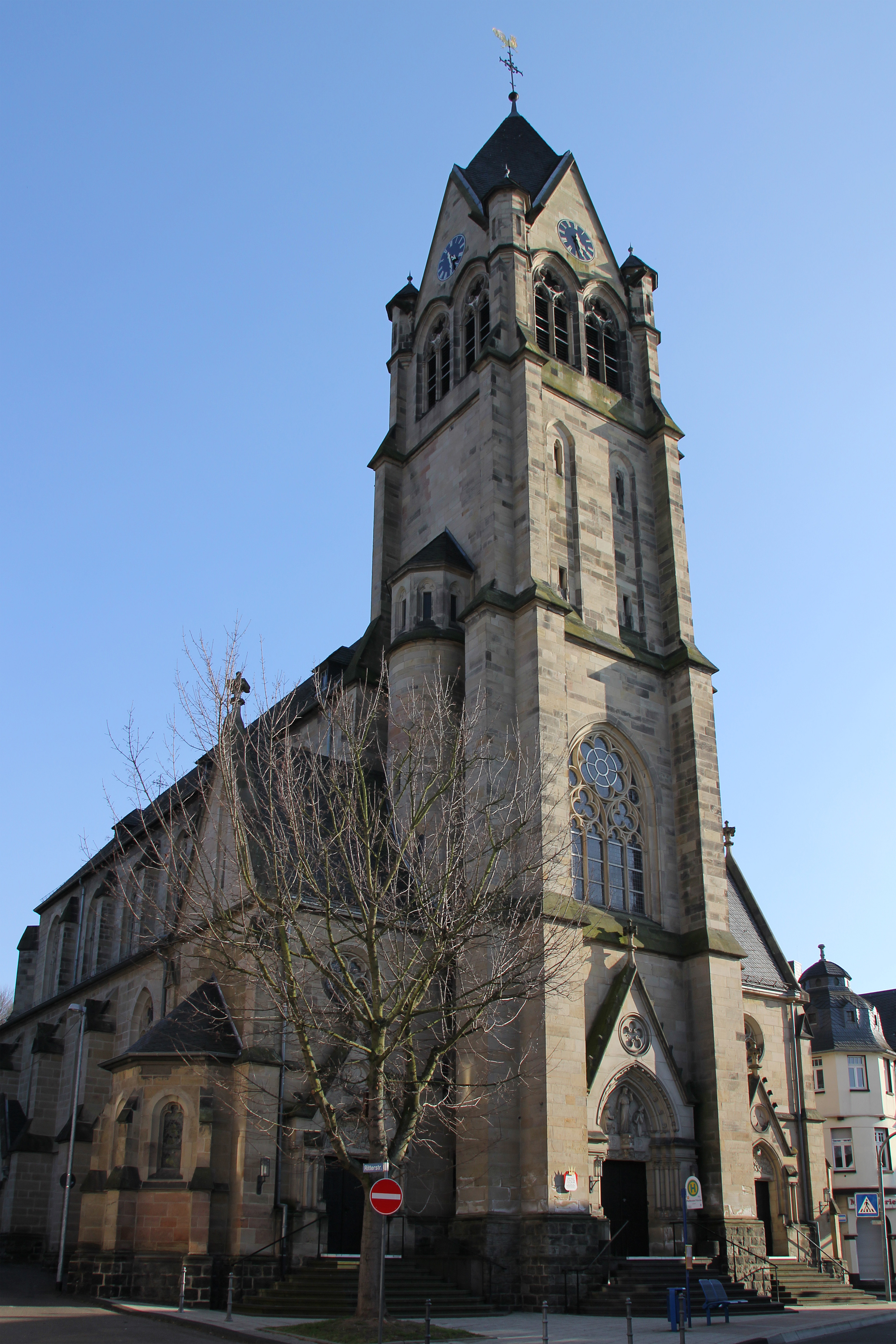
Die Pfarrkirche St. Peter und Paul in Koblenz-Pfaffendorf

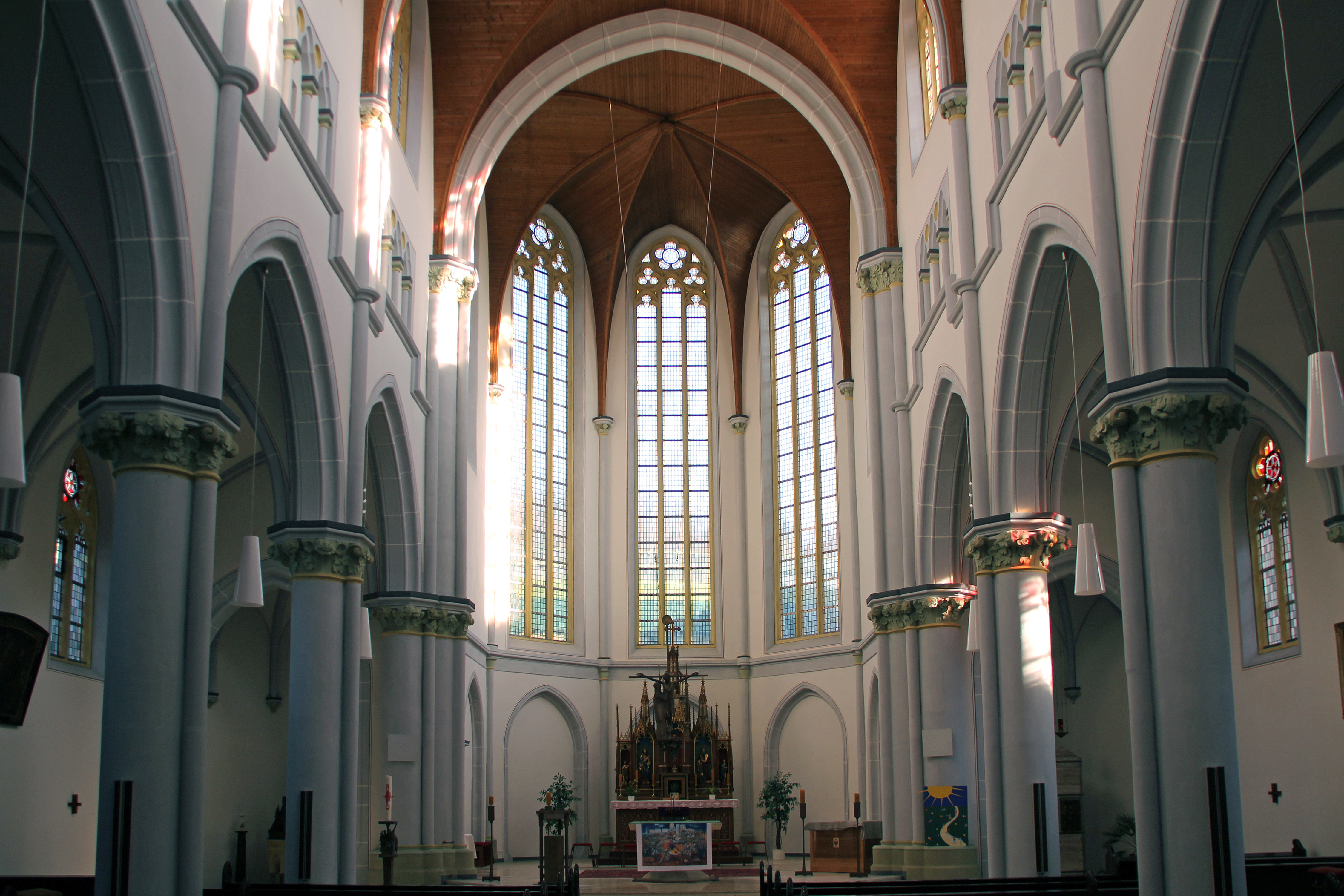
Innenraum

Die Pfarrkirche St. Peter und Paul ist eine katholische Kirche in Koblenz. Die neugotische Basilika im Stadtteil Pfaffendorf wurde 1903 vollendet. Sie geht auf Vorgängerbauten zurück, die bis ins frühe 14. Jahrhundert belegt sind. Sie trägt das Patrozinium der Apostel Peter und Paul.

## Geschichte
Ein erster katholischer Kirchenbau wurde 1310 in Pfaffendorf urkundlich erwähnt. Im Jahr 1325 erhielt sie zunächst den heiligen Johannes als Patron, später die Apostel Petrus und Paulus. Bei dem schweren Rhein-Hochwasser von 1784 wurde die romanische Kirche weitestgehend zerstört. An den erhalten gebliebenen Kirchturm, der vermutlich schon aus dem 12. Jahrhundert stammte, wurde im Jahr danach ein klassizistischer Saalbau errichtet. Nachdem die Zahl der Einwohner stark anstieg, entschied man sich für einen Neubau und die alte Kirche wurde 1901 abgebrochen.
Der heutige Kirchenbau wurde von 1901 bis 1903 nach Plänen des Koblenzer Architekten Leopold Schweitzer im Stil der Neugotik errichtet. Beim schwersten Luftangriff auf Koblenz vom 6. November 1944 erlitt die Kirche schweren Schaden und brannte völlig aus. Der Wiederaufbau erfolgte in den 1950er Jahren, dabei wurden Dach und Turmhelm weniger steil als ursprünglich wiedererrichtet. In dieser Zeit diente die unzerstörte Klosterkirche des Klosters Bethlehem als Notkirche. Zwischen 1972 und 1974 wurden im Hauptschiff neue Holzdecken und in den Seitenschiffen neue Gewölbe eingezogen. Eine Außenrenovierung fand von 1982 bis 1991 statt, bei der auch alle Fenster erneuert wurden. Im Jahr 2005 wurden der Kirchengemeinde zwei neue Bronzeglocken geschenkt, im Jahr darauf eine weitere Glocke und eine neue Turmuhr. Die letzte Innenrenovierung erfolgte in den Jahren 2005 bis 2009, bei der die Kirche neu ausgemalt und die Elektroinstallationen erneuert wurden.

## Bau und Ausstattung

### Außen
Die Pfarrkirche St. Peter und Paul ist eine geostete dreischiffige Basilika im Stil der Neugotik. Der Bau aus hellem Sandstein besitzt einen mächtigen viergeschossigen Westturm mit einem angedeuteten Querhaus. Die dem Rhein zugewandte Westfront wird von drei reich geschmückten Portalen beherrscht. Dazu kommt noch jeweils ein Eingang an den Langseiten. Über dem Mittelportal ist ein Tympanon angebracht, das die Relieffiguren von Christus zwischen Petrus und Paulus zeigt. Das restliche Äußere der Kirche wird von Strebepfeilern bestimmt.

### Innen
Das Kirchenschiff ist fünf Joche lang. Die Seitenschiffe enden in niedrigen polygonalen Apsiden ohne Fenster, das Mittelschiff in einem hohen 5/8-Chor, an den je eine niedrige Seitenkapelle angrenzen. Der Innenraum wird von Rundpfeilern mit Blattkapitellen bestimmt, die zum Mittelschiff hin jeweils einen Dienst vorgebaut haben, der den Gurtbogen des holzsichtigen Kreuzrippengewölbes trägt. Die Seitenschiffe besitzen ein mächtiges Kreuzrippengewölbes. Die Wände im Hochschiff sind durch dreiteilige Blendtriforien über einem Horizontalgesims gegliedert. Auf der Westseite führt von Norden ein plastisch in den Raum schwingendes Wendeltreppenhaus mit Säulenarkaden hoch zur Orgelempore. Die Maßwerkfenster sind im Mittelschiff dreibahnig, in den Seitenschiffen zweibahnig.
Von der ursprünglichen Ausstattung ist nur ein oktogonaler Taufstein mit hölzernem Deckel, gestaltet als Turmdach mit Strebepfeilern, Fialen und Dreiecksgiebeln, der von einem Kreuz bekrönt ist, in der Apsis erhalten geblieben. Das neugotische Altarretabel wurde 1987 aus der Pfarrkirche St. Simon und Juda in Graach an der Mosel gekauft und anschließend restauriert. Der fünfteilige schreinartige Aufsatz ist mit vergoldeten Wimpergen und Fialen versehen. Im Zentrum über einem Kruzifix befindet sich ein achtseitiger Turmaufbau. Flankierend davon stehen die neu geschaffenen Figuren der heiligen Peter und Paul sowie von Wendelinus und Apollonia.

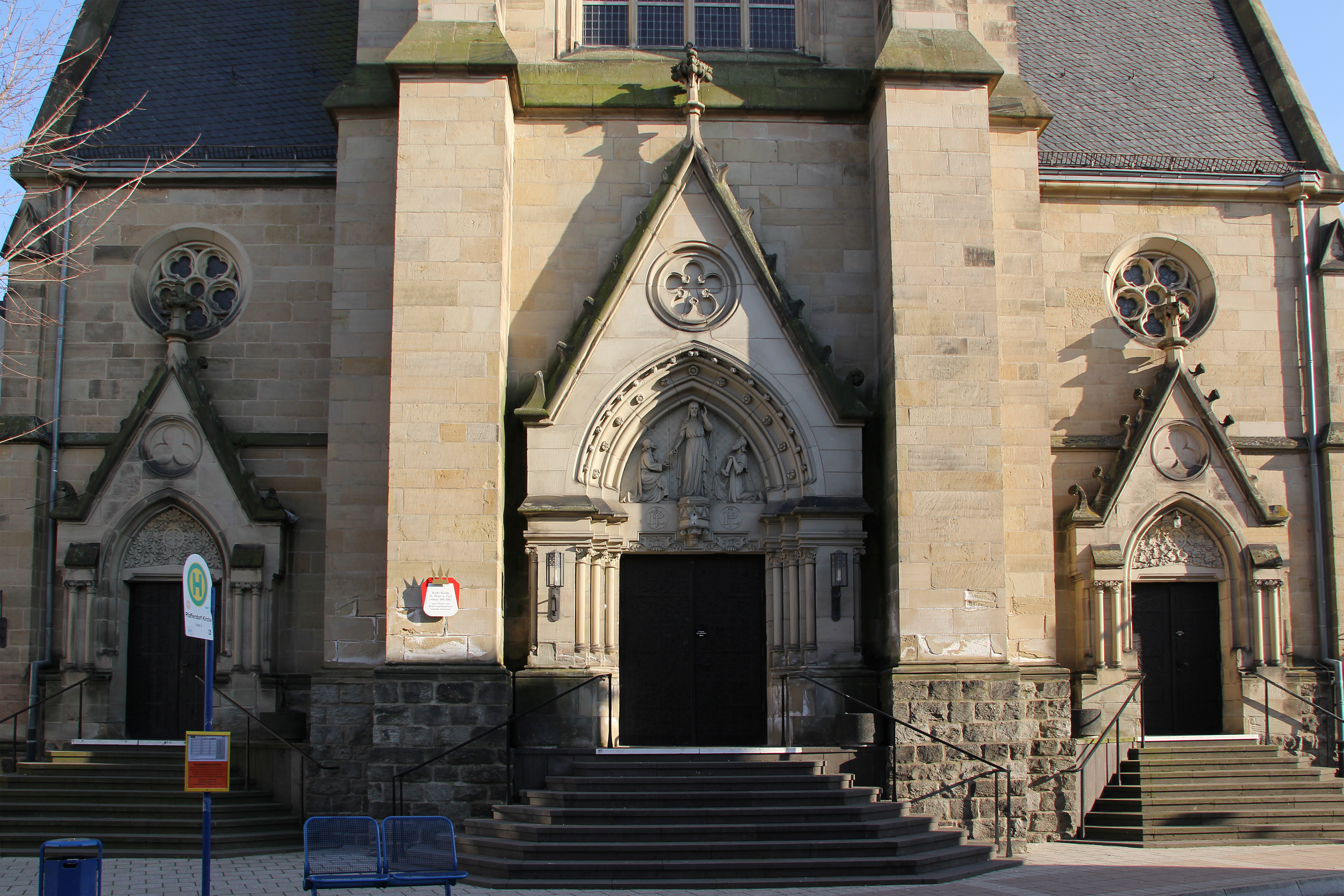
Die drei Portale der Kirche
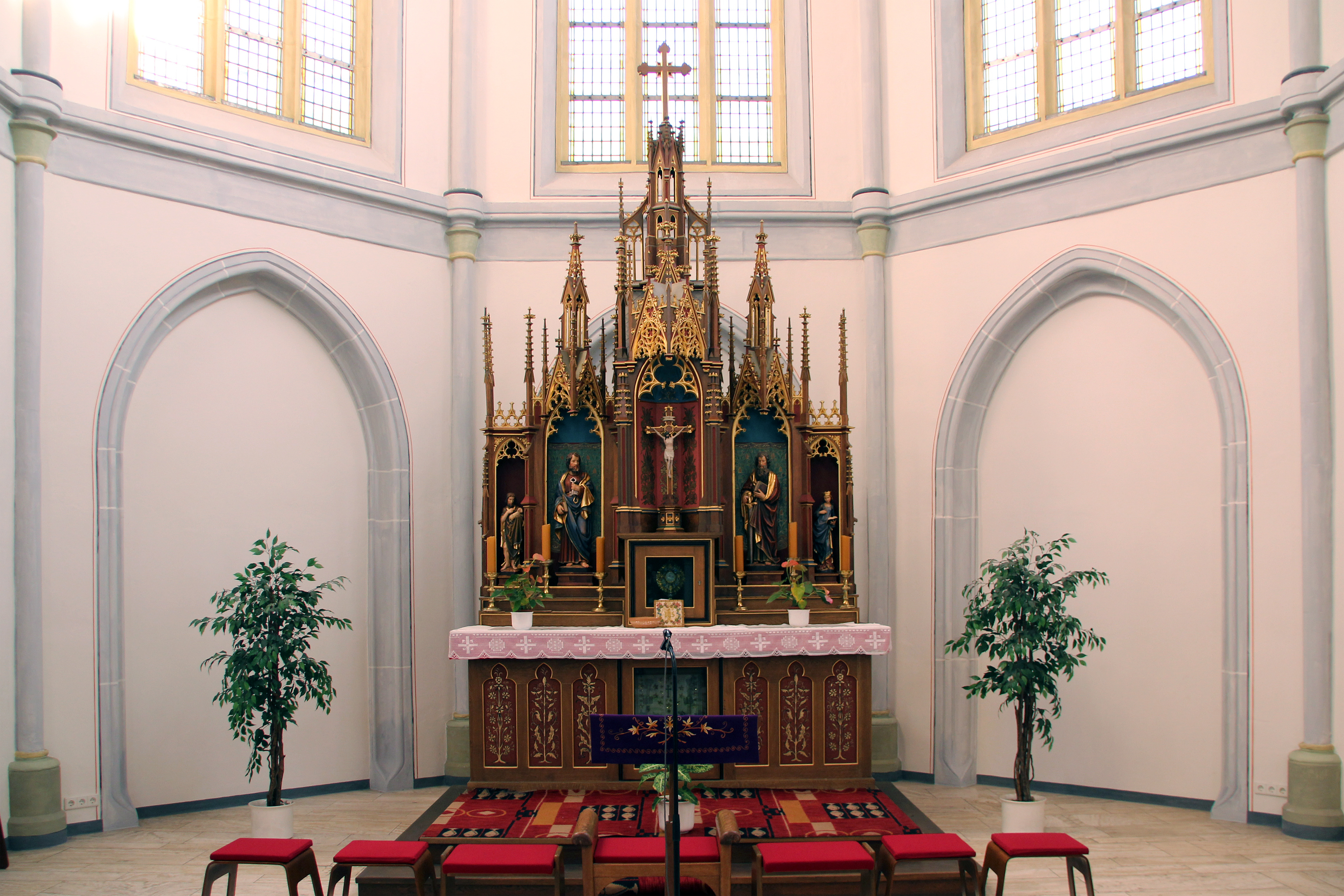
Hochaltar mit Altarretabel
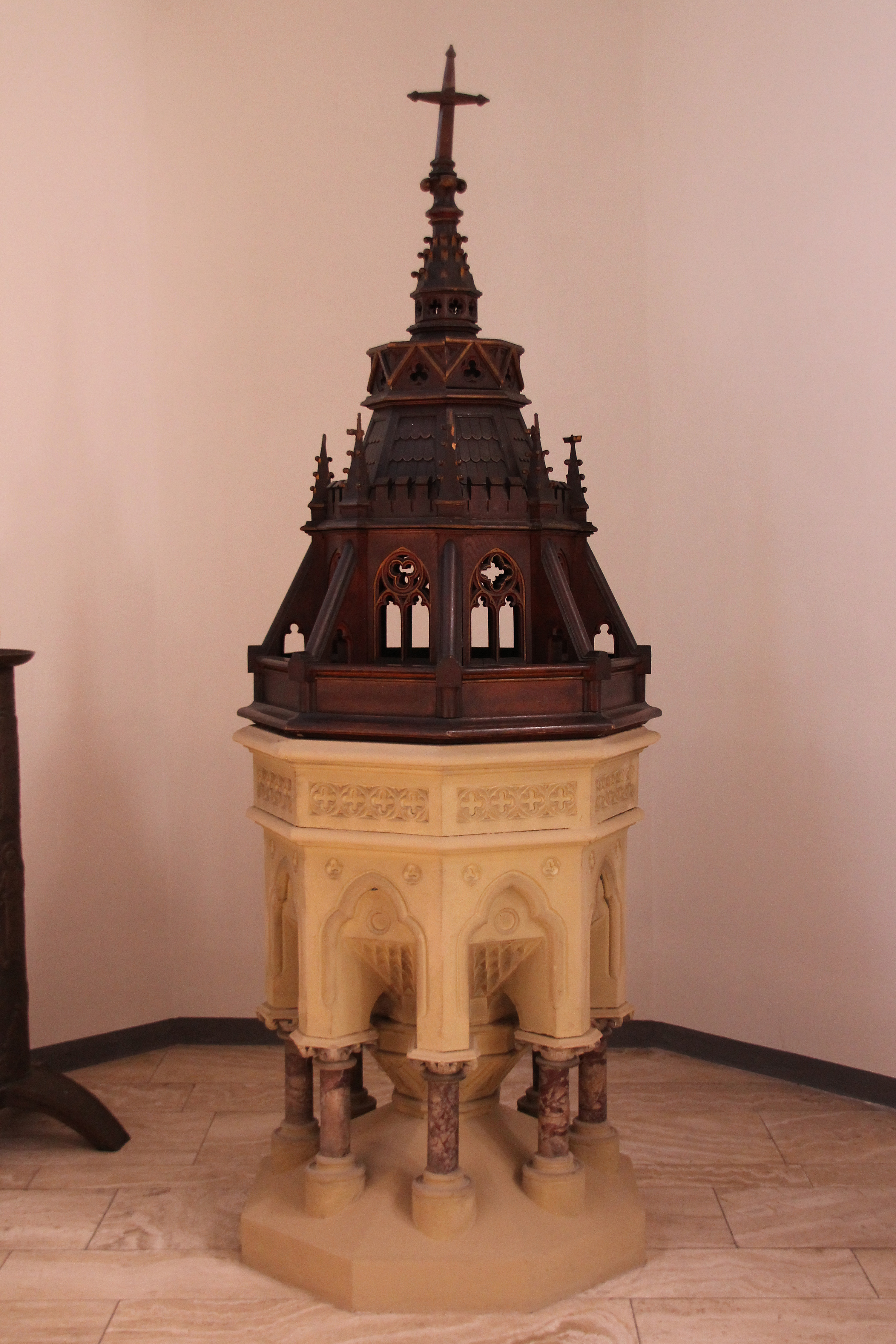
Taufstein

### Orgel

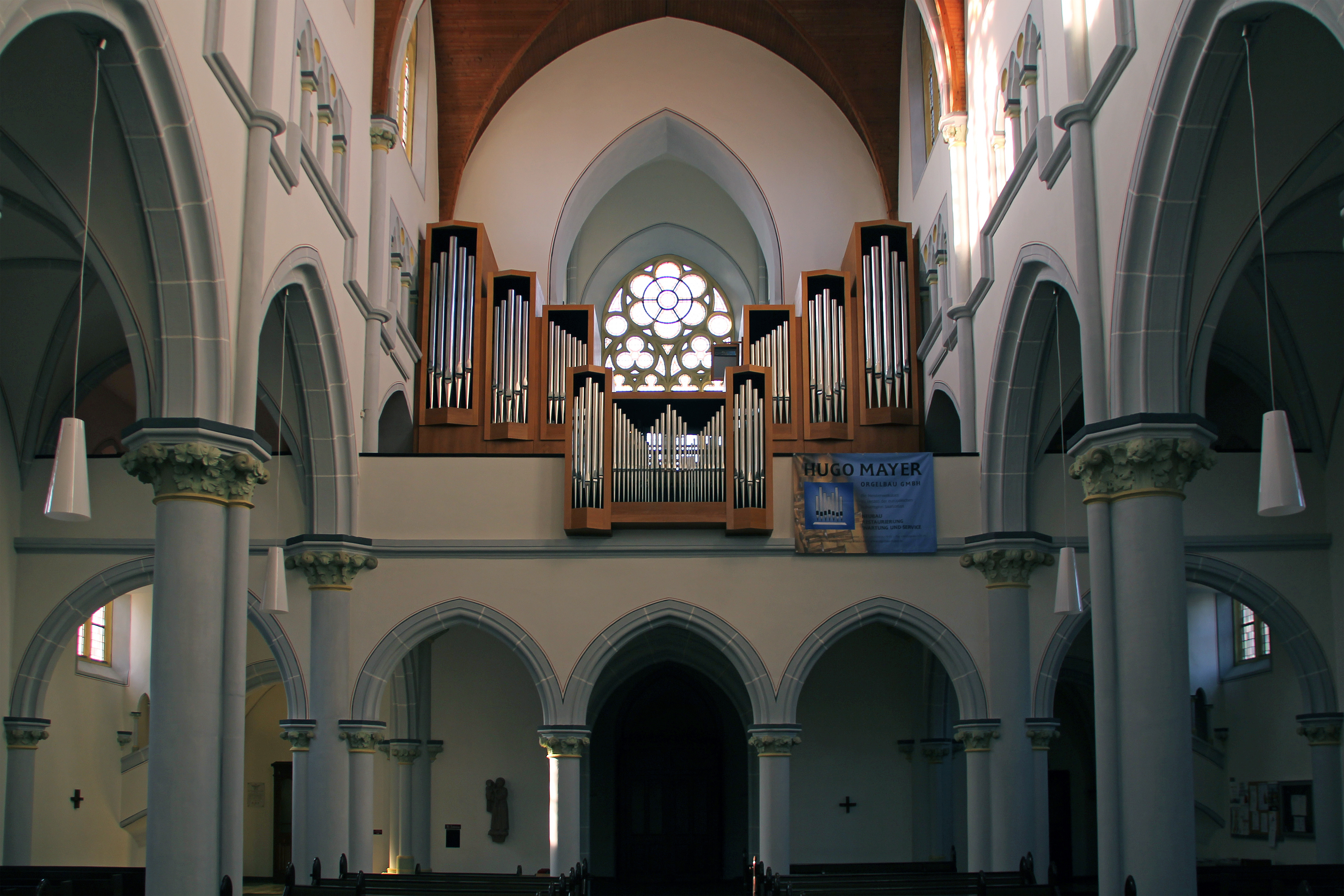
Innenraum mit der Orgel

Nach der Kriegszerstörung wurde 1959 von der Orgelbaufirma Weise aus Plattling eine Orgel erbaut, die aber nur teilweise nach den gewünschten Plänen verwirklicht werden konnte. Diese wurde 1979 unter Verwendung alter Teile völlig neu auf der Empore konzipiert, so dass sie architektonisch mit dem großen Fenster im Turm harmoniert. Das Instrument hat 27 Register (1838 Pfeifen) auf zwei Manualen und Pedal. Die Spieltrakturen sind mechanisch, die Registertrakturen elektrisch.

### Glocken
Im Glockenturm befinden sich vier Glocken mit den Tönen dis, fis, gis und h.

## Pfarreiengemeinschaft
St. Peter und Paul ist Teil der im Oktober 2005 gegründeten „Pfarreiengemeinschaft Koblenz Rechte Rheinseite“, zu der auch Maria Himmelfahrt auf dem Asterstein, St. Nikolaus in Arenberg, St. Aldegundis in Arzheim, die Heilig-Kreuz-Kirche in Ehrenbreitstein, St. Maximin in Horchheim, St. Pankratius in Niederberg und St. Martin auf der Pfaffendorfer Höhe gehören.

## Denkmalschutz
Die Pfarrkirche St. Peter und Paul ist ein geschütztes Kulturdenkmal nach dem Denkmalschutzgesetz (DSchG) und in der Denkmalliste des Landes Rheinland-Pfalz eingetragen. Sie liegt in Koblenz-Pfaffendorf in der Emser Straße.
Seit 2002 ist die Pfarrkirche St. Peter und Paul Teil des UNESCO-Welterbes Oberes Mittelrheintal.